# جوش هوفمان
جوش هوفمان (بالإنجليزية: Josh Hoffman)‏ هو لاعب دوري الرغبي نيوزيلندي، ولد في 10 مارس 1988 في ماكاي في أستراليا.